# Gregorio Fuentes

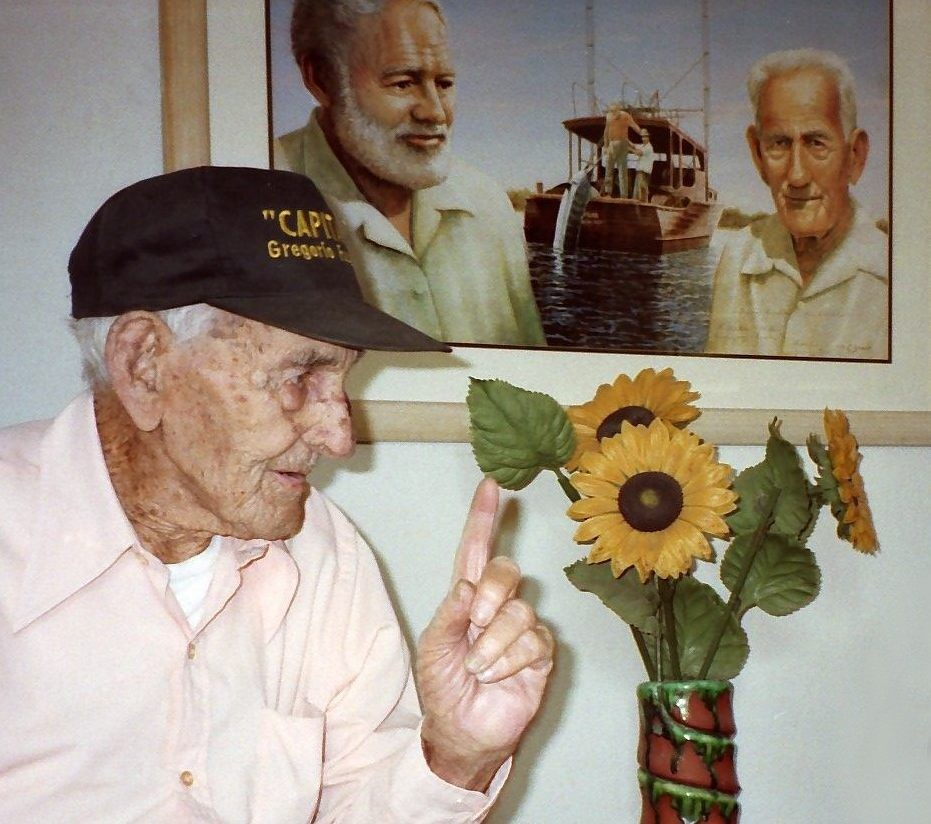
Gregorio Fuentes vid 100 års ålder

Gregorio Fuentes, född 11 juli 1897, död 13 januari 2002 i Cojimar, var en kubansk kapten som föddes på Lanzarote på Kanarieöarna och flyttade sedan till Kuba som sexåring.
Fuentes var kapten på båten Pilar, som han seglade runt i med sin vän Ernest Hemingway som han träffade 1928. Han anses vara inspirationen för karaktären den gamle i Hemingways bok Den gamle och havet.
Fuentes, som led av cancer, dog utan att någonsin ha läst Den gamle och havet. Han blev 104 år gammal.